# MexicanaClick
MexicanaClick (ursprünglich Aerocaribe, danach Click Mexicana) war eine mexikanische Regionalfluggesellschaft mit Sitz in Mexiko-Stadt und Heimatbasis auf dem Flughafen Mexiko-Stadt. Sie war ein Tochterunternehmen der Mexicana.

## Geschichte
Die Fluggesellschaft wurde im Jahr 1975 von einem in Yucatán ansässigen privaten Investor gegründet und begann am 12. Juli 1975 als Aerocaribe mit dem Flugbetrieb. Am 23. August 1990 wurde die Gesellschaft von der Corporación Mexicana de Aviación gekauft. Sie flog unter den Farben von Mexicana bis Januar 2005. Danach wurde Aerocaribe von Mexicana zur Billigfluggesellschaft umgestaltet, erhielt die Fokker 100-Flotte von Mexicana und den Namen Click Mexicana. Einige zusätzliche Routen wurden von Mexicana auf Click Mexicana übertragen.
Im Dezember 2005 wurden Mexicana und Click Mexicana von der mexikanischen Hotelkette Grupo Posadas gekauft. Ab 2008 führte die Gesellschaft unter dem geänderten Markenauftritt MexicanaClick Zubringerdienste für Mexicana aus. 

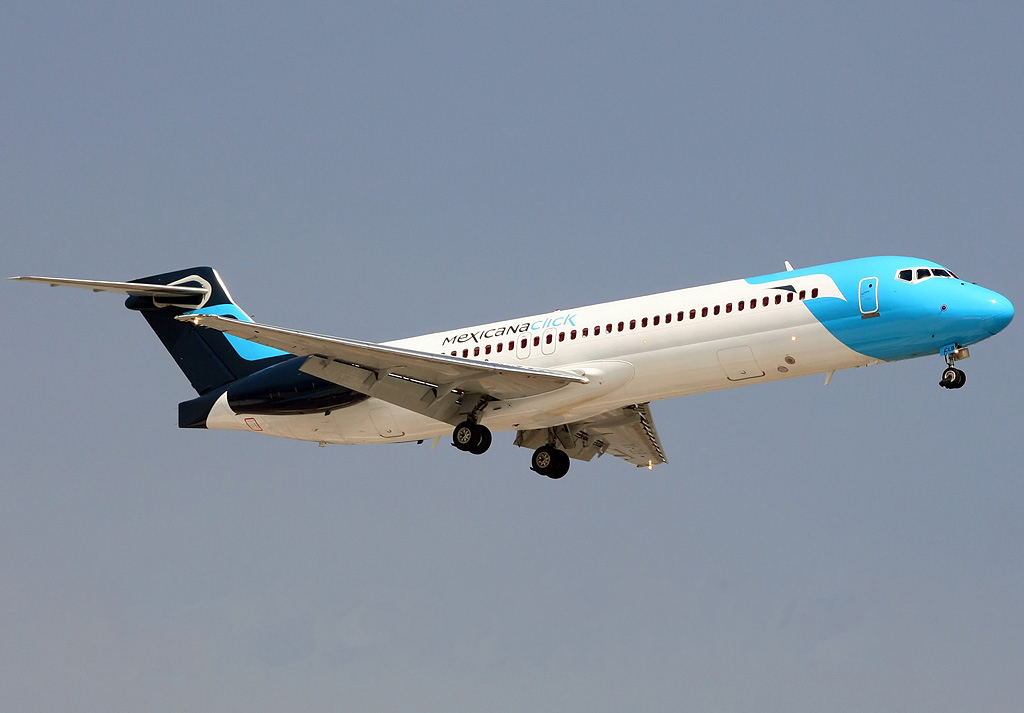
Boeing 717 der MexicanaClick, 2009

Am 3. August 2010 meldete die Mexicana-Gruppe Insolvenz an. MexicanaClick stellte ihren Flugbetrieb zusammen mit der Muttergesellschaft Mexicana am 28. August 2010 ein.

## Kabinen
Die Sitze in der gesamten Flotte waren aus orangefarbenem und grauem Leder. Passend zum Interieur gab es auch orangefarbene Vorhänge und ein „Klick“-Symbol an der Front der Kabine, ähnlich dem des Mutterkonzerns Mexicana.

## Ziele
MexicanaClick bediente zuletzt als reine Regionalfluggesellschaft 26 Ziele innerhalb Mexikos.

## Flotte
Mit Stand August 2010 bestand die Flotte der MexicanaClick aus 37 Maschinen:
- 25 Boeing 717-200
- 12 Fokker 100

Mit Stand Oktober 2011 sind keine Flugzeuge mehr auf MexicanaClick registriert.